# Kreisauer Kreis

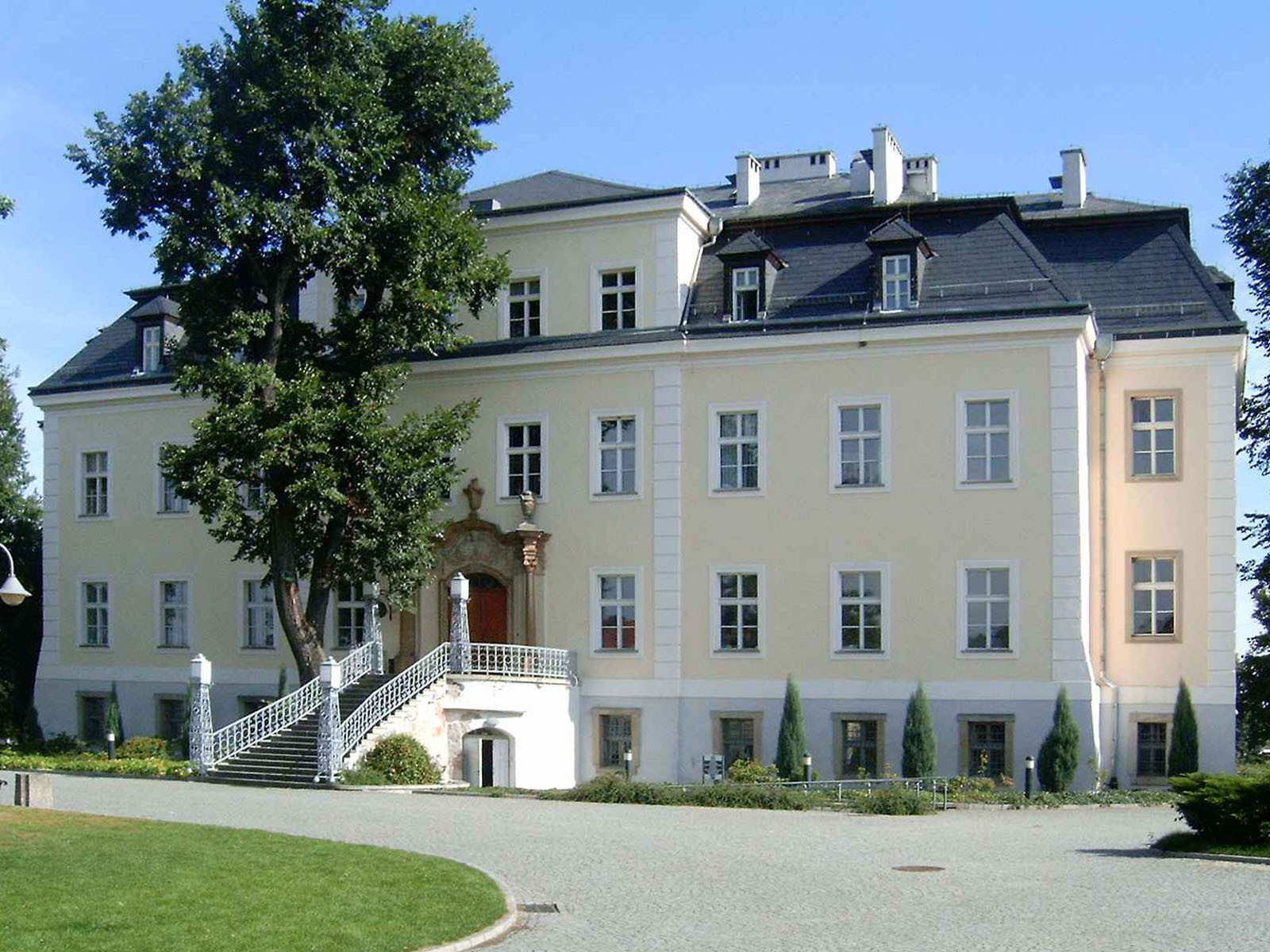
Huis van von Moltke in Kreisau

De Kreisauer Kreis was een Duitse groep van politici, ambtenaren, schrijvers, intellectuelen en economen die samenzwoeren tegen de dictatuur van Adolf Hitler. Het merendeel van de leden had een sterk conservatieve, maar tegelijkertijd sociaal bewogen identiteit, waarin vooral het christendom een belangrijke rol speelde: alle leden waren ofwel belijdend protestant ofwel belijdend katholiek. Ondanks dat de meeste aanhangers van deze groepering Duits patriottisch gezind waren, waren ze fel gekant tegen het antisemitisme en het extreem-imperialistische karakter van Hitlers regime, terwijl men ook het communisme en het westerse kapitalisme resoluut van de hand wees.
De Kreisauer Kreis ontstond in 1940. De staatsrechtelijke en de maatschappelijke ordening van Duitsland na de val van het naziregime werden er besproken.
Er waren talrijke contacten met de groep rondom Claus Graf Schenk von Stauffenberg, zoals onder meer met Fritz-Dietlof von der Schulenburg. Dit resulteerde erin dat namen van de deelnemers van de Kreisauer Kreis terechtkwamen op lijsten van de samenzweerders die de aanslag op Hitler op 20 juli 1944 beraamd hadden. Na de mislukte aanslag op Hitler werden veel deelnemers en hun gezinsleden gearresteerd respectievelijk geëxecuteerd.
De benaming Kreisauer Kreis is afkomstig van de Gestapo en betreft de drie belangrijkste bijeenkomsten op het landgoed van Helmuth James von Moltke en zijn echtgenote, Freya von Moltke in Kreisau.
Naast Helmuth James von Moltke, die reeds in januari 1944 was gearresteerd en in 1945 terechtgesteld werd, waren andere belangrijke leden:
- Ernst von Borsig
- P. Alfred Delp (Jezuïet, 1945 terechtgesteld)
- Horst von Einsiedel
- Otto Heinrich von der Gablentz
- Eugen Gerstenmaier
- Hans Bernd von Haeften (1944 terechtgesteld)
- Theo Haubach (1945 terechtgesteld)
- Paulus van Husen
- Julius Leber (1945 terechtgesteld)
- Hans Lukaschek
- Carlo Mierendorff (1943 omgekomen bij een geallieerd bombardement)
- Freya von Moltke
- Helmuth James von Moltke (1945 terechtgesteld)
- Hans Carl Maria Alfons Peters
- Harald Poelchau
- Adolf Reichwein (1944 terechtgesteld)
- Augustin Rösch
- Theodor Steltzer
- Carl Dietrich von Trotha
- Adam von Trott zu Solz (1944 terechtgesteld)
- Eduard Waetjen
- Irene Yorck von Wartenburg
- Marion Yorck von Wartenburg
- Peter Yorck von Wartenburg (1944 terechtgesteld)